# Бермудес, Энрике
Энрике Бермудес Варела (исп. Enrique Bermúdez Varela; 11 декабря 1932, в Леоне, Никарагуа — 16 февраля 1991, Манагуа, Никарагуа) — никарагуанский военный и политик, подполковник Национальной гвардии, ведущий командир военного крыла повстанческого движения Контрас. Активный участник гражданской войны против сандинистского правительства. Один из основателей Легиона 15 сентября, военный руководитель движения Никарагуанские демократические силы и коалиции Никарагуанское сопротивление. Убит при невыясненных обстоятельствах после окончания войны и смены власти в Никарагуа.

## Офицер Национальной гвардии
Родился в семье инженера-механика и домашней служанки. Окончил военную академию в 1952, поступил на службу в инженерный корпус Национальной гвардии Никарагуа. В годы диктатуры Анастасио Сомосы достиг звания подполковника. Обучался в Школе Америк. В 1976—1979 — военный атташе никарагуанского посольства в США. Отмечались критические высказывание Бермудеса о правительстве Сомосы.

Существуют свидетельства того, что Энрике Бермудес проявлял реформистские тенденции, которые побудили Сомосу назначить его в посольство в Вашингтоне — удобный способ изгнания. Возможно, в других обстоятельствах 1979 года Бермудес и его единомышленники-офицеры могли сыграть роль, аналогичную филиппинскому генералу Фиделю Рамосу и его последователям в недавней революции.

Тед Карпентер, эксперт Института Катона, июнь 1986

Сандинистскую революцию Энрике Бермудес воспринял с жёсткой враждебностью. В отличие от многих деятелей, возглавивших впоследствии антисандинистскую оппозицию (Виолетта Барриос де Чаморро, Хорхе Саласар, Адольфо Калеро, Альфонсо Робело, Артуро Крус и ряд других), Бермудес никогда ни в какой мере не симпатизировал сандинизму и не считал возможным хотя бы ограниченное сотрудничество с СФНО. Из методов политической борьбы он допускал только вооружённое сопротивление. Бермудес развернул активную деятельность по созданию военизированной организации для войны против СФНО, начал вербовку боевиков, поиск сторонников и спонсоров для финансирования деятельности.

## Легион контрас
31 декабря 1979 года по инициативе трёх бывших офицеров Национальной гвардии — Энрике Бермудеса, Рикардо Лау Кастильо, Хуана Гомеса — был учреждён Легион 15 сентября (Legión Quince de Septiembre) — исторически первая структура движения Контрас (название было дано по дате национального праздника Никарагуа — Дня независимости). Оперативное собрание Легиона было проведено в Гватемале.Организационную помощь в создании Легиона оказал Эдуардо Роман, менеджер известного никарагуанского боксёра Алексиса Аргуэльо, который сам примыкал к контрас, но в большей степени к ARDE Эдена Пасторы.
Интерес к движению проявили антикоммунистические правительства Латинской Америки и неоконсервативные круги США. Первым иностранным партнёром «Легиона 15 сентября», стала аргентинская хунта генерала Виделы. В Центральноамериканском регионе союзные отношения установились с гватемальским Движением национального освобождения и Mano Blanca, во главе которых стоял Марио Сандоваль Аларкон. С 1981 года активную поддержку контрас стала оказывать американская администрация Рональда Рейгана.

## В гражданской войне
В 1981 Бермудес перебрался из Майами в Тегусигальпу. На территории Гондураса была сформирована основная военная инфраструктура контрас. В конце 1982 Энрике Бермудес вступил в Никарагуанские демократические силы (FDN). Адольфо Калеро, Аристидес Санчес и Энрике Бермудес составили в руководстве FDN т. н. Triángulo de Hierro — «Железный треугольник». Калеро осуществлял политическое руководство и поддерживал международные связи, Санчес вырабытвал стратегию, Бермудес командовал вооружёнными формированиями. Носил военный псевдоним Команданте 3-80. Руководил военными операциями Северного фронта контрас.
Гражданская война в Никарагуа являлась одним из ключевых конфликтов Холодной войны 1980-х годов. Поддержка контрас занимала важное место в Доктрине Рейгана. Роль Энрике Бермудеса как военного руководителя никарагуанской оппозиции делала его значимой фигурой международного антикоммунистического противостояния.
Эксперты отдавали должное военной активности Бермудеса. В то же время отмечалась его склонность оказывать протекцию своим лояльным сторонникам (преимущественно из бывших национальных гвардейцев) за счёт не менее способных командиров, выдвинувшихся из среды бывших сандинистов. Из-за этого в вооружённых силах контрас нередко возникали конфликты. На Бермудеса возлагалось ответственность за расколы в движении. Его позиция в этих вопросах привела к тому, что контрас не смогли создать единого центрального командования и захватить крупный плацдарм на никарагуанской территории.
Против Бермудеса выдвигались обвинения в криминальных связях и причастности к наркоторговле (аналогичные обвинения предъявлялись и его противникам из сандинистского руководства).
Летом 1988 года американский неоконсервативный журнал Policy Review (издание Heritage Foundation) опубликовал программную статью Энрике Бермудеса The Contras Valley Forge. How I View the Nicaragua Crisis. Изложив свою автобиографию, Бермудес подверг жёсткой критике сандинистский режим за его прокоммунистическую идеологию, просоветскую и прокубинскую ориентацию, антидемократизм и репрессии. Он критиковал также либеральных американских политиков, выступавших за «умиротворение сандинистов» и препятствующих военной активности контрас.

## Противник примирения
После крупного наступления контрас в конце 1987 — начале 1988 сандинистское правительство согласилось на переговоры с вооружённой оппозицией. Правительственную делегацию возглавлял Умберто Ортега, оппозиционную — Адольфо Калеро. Вопреки ожиданиям, Калеро и Ортега-младший довольно быстро нашли общий язык и согласовали схему урегулирования. При этом Бермудес выступал категорически против договорённостей с сандинистами, настаивал на продолжении вооружённой борьбы до военной победы. Однако компромиссную позицию Калеро поддержал Госдепартамент США.
В соответствии с достигнутыми соглашениями, 25 февраля 1990 года в Никарагуа состоялись свободные выборы, на которых СФНО потерпел поражение. Новым президентом Никарагуа была избрана лидер Национального союза оппозиции Виолетта Барриос де Чаморро. Первое правление СФНО и гражданская войны окончились. После этого Энрике Бермудес вернулся в Никарагуа.
Бермудес не принял компромиссного урегулирования, позиционировался как противник сандинистов и новых властей, потенциальный лидер движения Реконтрас, наряду с Аристидесом Санчесом. Критиковал некоторых командиров FDN, в частности Исраэля Галеано (Команданте Франклин) и в особенности Оскара Собальварро (Команданте Рубен), за согласие принять государственные должности.
В то же время Бермудес занимался вопросами адаптации демобилизованных контрас, организацией их кооперации, добивался выделения для них земельных участков по этим вопросам контактировал с чиновниками правительства Чаморро и мэром Манагуа Арнольдо Алеманом, будущим президентом Никарагуа.

## Убийство. Версии

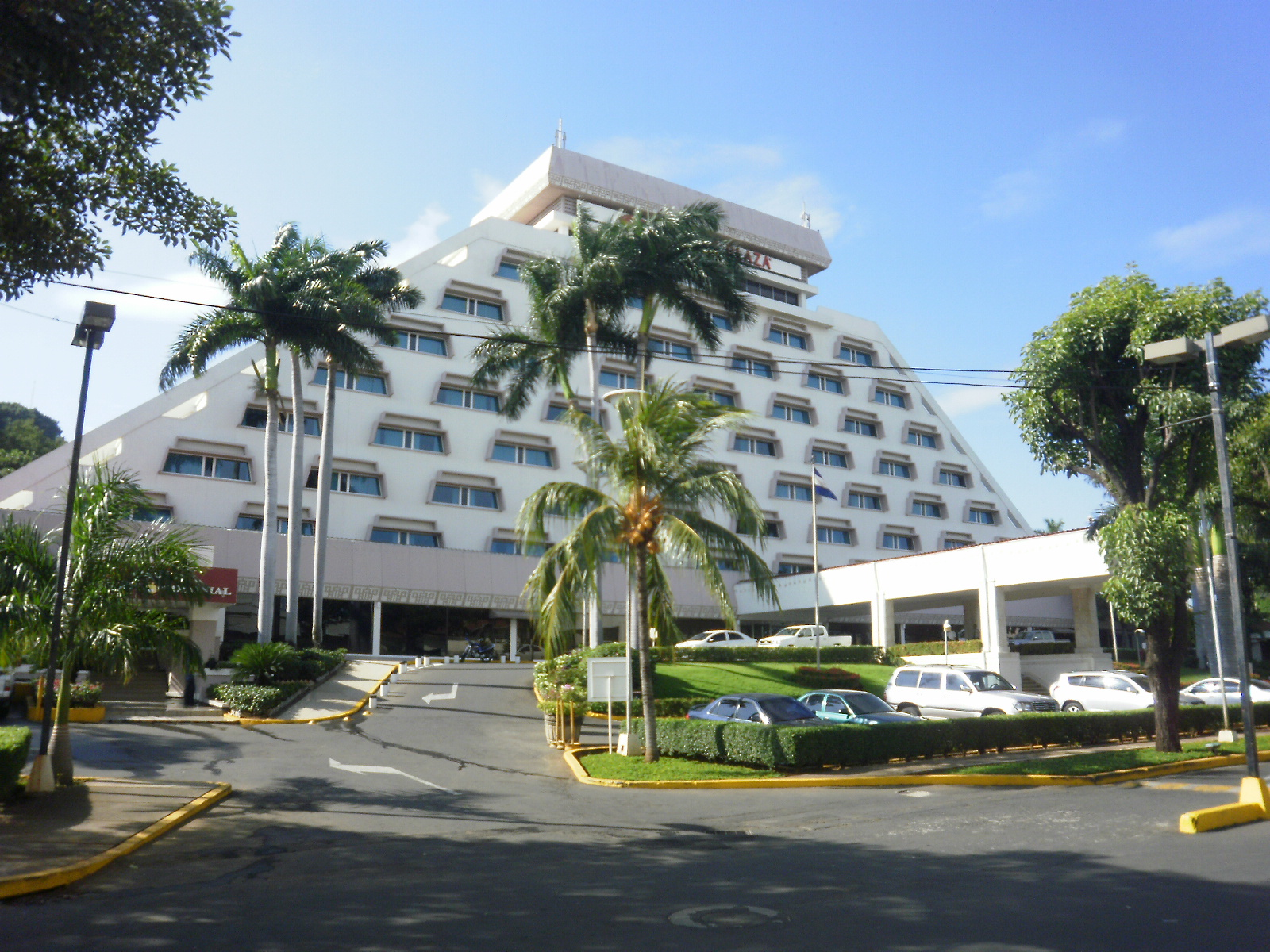
Отель InterContinental, место убийства Бермудеса

16 февраля 1991 Энрике Бермудес был застрелен на автостоянке отеля InterContinental в Манагуа. Перед убийством он проводил встречу с членами Ротари-клуба и правительственными чиновниками из бывших контрас. Убийцы остались неустановленными.
Существуют несколько версий этого события. В большинстве случаев считается, что Бермудеса убили агенты бывшей сандинистской госбезопасности DGSE (схема напоминала убийство Хорхе Саласара в 1980 — приглашение на встречу, внезапные выстрелы).

Никарагуанцы не ожидали этого преступления. Мы не стремимся к мести, но мы видим отношение сандинистской партии и её союзников. Вчера это случилось с ним. Завтра на его месте может быть любой из нас.

Оскар Собальварро

Клаудия Бермудес, дочь Энрике Бермудеса, допускает и иные варианты:

От смерти моего отца могли выиграть многие: сандинисты, правительство Чаморро, Соединённые Штаты. Папа умер, потому что слишком много знал.

Похороны Энрике Бермудеса состоялись в Майами.

## Память «реконтрас»
Фигура Энрике Бермудеса популярна в среде современных «реконтрас», возобновивших вооружённые атаки против СФНО на рубеже 2000—2010-х годов. Никарагуанские повстанческие организации 2010-х считают свои действия продолжением борьбы FDN, изображение Бермудеса появляется на их агитационных плакатах и в видеоматериалах. Именем Команданте 3-80 названа крупнейшая из таких организаций — FDC 380.

## Интересные факты
Любимым чтением Энрике Бермудеса были сочинения идеолога либертарианства Айн Рэнд.
Хобби Энрике Бермудеса заключалось в одиночных прогулках по джунглям и фотографировании.
Большинство членов семьи Энрике Бермудеса, в том числе его жена Эльза Бермудес, давно переселились в США. Его дочь Клаудия Бермудес живёт в Сан-Франциско, участвует в американской политике, в 2002 и 2004 неудачно баллотировалась в Конгресс США от Республиканской партии.